# Meotipa kudawaensis
Espèce
Meotipa kudawaensis est une espèce d'araignées aranéomorphes de la famille des Theridiidae.

## Distribution
Cette espèce est endémique de la province de Sabaragamuwa au Sri Lanka,. Elle se rencontre dans la réserve forestière de Sinharâja.

## Systématique et taxinomie
Cette espèce a été décrite par Benjamin et Tharmarajan en 2024.

## Étymologie
Son nom d'espèce, composé de kudawa et du suffixe latin -ensis, « qui vit dans, qui habite », lui a été donné en référence au lieu de sa découverte, Kudawa.

## Publication originale
- Benjamin & Tharmarajan, 2024 : « Species of the genus Meotipa Simon, 1895 with descriptions of two new species from Sri Lanka and one from China (Araneae: Theridiidae). » ZooNova, vol. 39, p. 1-26.